# Styrränta
Styrränta är en ränta som en centralbank bestämmer som en del av penningpolitiken. Styrräntan påverkar kapitalkostnader i ekonomin och penningmängden, vilket i sin tur påverkar efterfrågan och inflationen.
Olika centralbanker använder olika metoder för att implementera styrräntor. Den grundläggande principen är oftast den ränta övriga banker erhåller eller betalar när de lånar in eller lånar ut till centralbanken.

## Sverige
I Sverige utgörs styrräntan av Riksbankens styrränta. Fram till 2022 benämndes styrräntan som reporäntan, vilket ansågs missvisande då namnet reporänta egentligen syftar på det specifika instrumentet penningpolitiska repor som inte hade använts sedan 2008. Föregångare till Riksbankens reporänta var Riksbankens marginalränta.

## Europeiska centralbanken
Till skillnad från Riksbankens enskilda styrränta använder Europeiska centralbankens tre olika styrräntor: refinansieringsräntan, inlåningsräntan och marginalutlåningsräntan.

## Federal Reserve System
I USA sätts styrräntan av Federal Reserve System och kallas federal funds rate.